# D78 Stock (Metro de Londres)
D78 Stock és un tren elèctric múltiple del metro de Londres que circula per District. Tota la flota serà reemplaçada el 2015. Fou ordenat el 1976 per reemplaçar tren anteriors a la guerra CO/CP Stock i de la postguerra R Stock.